# 정신분석학
정신분석학(精神分析學, Psychoanalysis)은 무의식 과정과 그것이 의식적인 사고, 감정, 행동에 미치는 영향을 밝히기 위한 이론 및 연구 기법의 집합이다. 《꿈의 해석》을 기반으로 한 정신분석은 정신질환 치료를 위한 심리요법의 한 갈래이기도 하다. 정신분석학은 1890년대 초 지그문트 프로이트가 다윈의 진화론, 신경과학의 발전, 민족지학적 보고서, 그리고 그의 스승 요제프 브로이어의 임상 연구를 토대로 정립하였다. 프로이트는 1939년 사망할 때까지 정신분석 이론과 실천을 발전시키고 정교화하였다. 프로이트는 정신분석학의 네 가지 핵심 원칙을 (1) 무의식의 존재, (2) 억압과 저항 이론의 인식, (3) 성욕의 중요성에 대한 이해, (4) 오이디푸스 콤플렉스의 중요성에 대한 이해로 꼽았다.
정신분석학은 인간의 행동을 크게 (1) 내적 욕구 간 충돌의 표출, (2) 내적 욕구가 사회적 요구와 조화하는 과정의 표출로 해석한다. 특히 내적 욕구와 외부의 사회적 요구가 조화될 때에는 문제가 없지만, 조화되지 않을 때는 정신적 질환으로 나타난다고 간주한다. 프로이트는 내적 욕구를 주로 성적 욕구로 이해했지만 모든 정신분석가들이 이에 동의하지는 않으며, 학자에 따라 방식이 다양하다.
프로이트의 동료였던 알프레트 아들러와 카를 융은 곧 자신들의 독자적인 방법론(개인심리학 및 분석심리학)을 개발하였으며, 프로이트는 이들을 정신분석학과 다른 것으로 보며 비판하였다. 프로이트 사후에는 에리히 프롬, 카렌 호나이, 해리 스택 설리번 등의 신프로이트 학자들이 정신분석학을 세분화하였다. 자크 라캉은 그의 작업을 ‘프로이트로의 회귀’로 묘사하였으며, 무의식의 언어적 구조를 분석하고, 정신의 세 가지 위상 모델을 기반으로 한 형이상심리학(metapsychology)을 정립하였다.
정신분석학은 태동기부터 논란의 중심에 있었으며, 치료법으로서의 유효성은 오늘날까지도 논쟁의 여지가 있다. 그러나 심리학과 정신건강의학에 미친 영향은 명백하다. 그 이론적 개념들은 치료 영역 외에도 신경과학적 발견의 해석, 신화와 동화, 프로이트-마르크스주의와 같은 철학적 관점, 문학비평 등 다양한 분야에서 폭넓게 활용되고 있다.

## 개요
정신분석학에서는 일반적인 심리학과 달리 '무의식(Unconsciousness)'을 가정한다. 심리학은 일반적으로 의식의 구조와 행동 방식을 연구하는 학문이다. 반면 정신분석학은 의식할 수 없는 억압된 감정과 욕망, 생각 등이 인간 행동과 사고에 큰 영향을 끼친다고 간주한다.
프로이트는 의식의 세계에서 인지할 수 없지만 분명히 존재하여 인간의 행동에 영향을 미치는 무의식에 대해 발견하고 그 무의식의 내원과 구조에 대하여 연구했다. 처음에 프로이트는 지형학적 모델로 무의식의 구조를 설명했다. 우리가 인식하는 정신의 바깥-땅 위의 표면과도 같은-에 의식이 존재하고, 그 밑에는 지금 당장 인식하고 있지는 않지만 언제든 다시 생각을 꺼내올 수 있는 전의식-땅 밑의 지표-이 존재한다. 전의식에서 한층 더 깊이 경계를 넘어 들어가면 의식에서 억압된 무의식이 존재한다는 것이 지형학적 모델의 요지라 할 수 있다. 전의식은 넓게는 무의식에 포함되는 개념의 하나이다. 차후에 프로이트는 이러한 지형학적 모델을 만들어 내 역동적 정신 구조론으로 보다 구체화시키는데, 이것이 익히 알려진 자아(ego)-초자아(super ego)-이드(id)의 3원적 기능이다.
프로이트가 창시한 초기의 정신분석은 오이디푸스 컴플렉스를 비롯한 3자 관계(아동-어머니-아버지)와 성적 힘의 역동성에 주된 초점을 맞추었으나 후대의 정신분석가들로부터 비판을 받으며 다양한 갈래로 성장해 나가고 있다. 프로이트는 《정신분석》의 창시자이지만 프로이트의 이론이 정신분석의 전부를 이룬다고 말할 수는 없다. 프로이트 자신도 정신분석의 주된 골격을 세우는 데 있어 여러 가지 이론을 세웠다가 스스로 그것을 수정하고 심지어 폐기하기도 하였으며, 후기에 가면 학문적 입장이 변화하기도 한다. 이것은 다윈의 《생물학》을 현대 생물학과 같다고 볼 수 없으며, 뉴턴의 《물리학》이 곧 현대 물리학이라고 간주할 수 없는 것과 마찬가지이다.
프로이트 사후에는 프로이트의 친딸 안나 프로이트를 비롯한 자아심리학파와 멜라니 클라인의 대상관계학파가 생겨나 맞서기도 하였으며, 프랑스의 정신분석가인 라캉에 의해 새로운 전환기를 맞았다.

## 프로이트
정신분석은 모든 정신의학 이론의 근간이 되기도 하였으며 현재 프로이트 학파 정통 정신분석연구소 연수생들은 후학을 양성하며 치료에도 심혈을 기울인다. 정신분석은 이른바 인생대학과도 같이 올바르게 내면의 통찰을 도우며 그 통찰을 자신의 생활에 도움이 되도록 적용하도록 돕는다. 마음 중심의 사고방식을 가진 자에게 최고의 만족을 선사하는 과학적 사고방식을 도구로 하여 무의식을 탐구하고 깨닫는 과정이 정신분석이다. 흔히 정신치료자들이 정신분석을 억지이론으로 폄하하나 그들 역시 정신분석 이론의 틀에서 벗어나지 않는 이론을 토대로 치료하며 실제로는 기본적 수준의 치료만을 할 수 있는 치료자들이 내세우는 억지 비판이다. 또한 정신분석은 의사나 환자의 관계가 동등하여 주입식이 아닌 토론이나 대화의 형태에 가깝다.

## 정신분석에서 말하는 무의식
사람의 의식은 빙산의 일각이며 무의식에 의해 지배 당하는 삶을 살지만 무의식을 의식의 영역화하여 보다 주도적인 삶을 살고 무의식을 컨트롤하자는 취지이며 그가 말한 초자아 역시 대부분은 무의식에서 발원하는 것이고 무의식에 기반을 둔다. 무의식을 의식화 하기 위해 자아의 강도(ego strength)가 강해야 무의식적 저항을 다스려 의식의 영역을 넓히고 분석작업을 이어갈 수 있다는 해석이 가능하지만 무의식 자체를 온당한 검사를 경유해 의식 영역으로 이입하여 심리 영역 전반의 신진대사 기능을 확충하는 것이 궁극의 방법이라고 할 수 있다. 하여 일반적으로 신경증 환자를 대상으로 삼아 치료를 시도하지만 일반인 모두에게 이러한 정신분석은 자아 성찰에 있어서 친구 사이의 관계에 있어서 역시 그 의미를 공히 갖는다고 할 수 있다. 무의식의 힘은 상상을 넘는 정도라 분석 후 임신이 가능해지거나 신체적 변화가 생겨 직업을 정신분석가로 가지게 된 사례도 있으며 무의식의 힘도 놀라우나 폐해도 적지 않으며 무의식을 건전한 의식으로 전환할 수 있게 하는 것이 정신분석 탄생의 기본 취지라고 하겠다.

## 비판

### 과학적 비판
프로이트와 정신분석가들은 매우 강도 높은 비판을 받아왔다. 정신분석에 대한 비판과 옹호 사이의 갈등은 너무 격렬하게 진행되어 이후에 프로이트 전쟁이라 불리기도 한다.
초기의 비판은 정신분석이 너무 임상적인 사례 연구에만 치중한 나머지 양적이고 실험적인 연구를 거의 포함하고 있지 않다고 주장했다. 몇몇은 프로이트를 위조 혐의로 비난하기도 하였는데, 그들이 주장한 위조 중 대표적인 것은 베르다 파펜하임(Bertha Pappenheim)으로 추정되는 Anna O.(가명)와 관련된 것이었다. 미국 철학자인 프랭크 치오피(Frank Cioffi)는 그의 저서 《Freud and the Question of Pseudoscience》에서 겉으로는 과학적으로 증명된 것처럼 보이지만 사실은 잘못된 주장들을 토대로 정신분석을 창시함을 지적하며 프로이트와 그의 학파의 연구를 의사과학으로 분류하였다. 다른 이들은 프로이트에게 상담받은 환자들이 정신 분석학과 거리가 먼, 현대에는 쉽게 진단 가능한 질환을 앓았다고 추측하였다. 예를 들어, 그들은 Anna O.가 히스테리증이 아닌 결핵수막염이나 측두엽 간질과 같은 장기 손상을 입은 상태였다고 짐작하기도 하였다.
과학철학자인 칼 포퍼는 정신분석이 의사과학인 이유로 정신분석의 주장들이 실험 가능하지 않고 반증할 수도 없다는 점을 꼽았다. 즉 그들의 주장을 허위라 입증할 수 없다는 것이다. 러커토시 임레는 후대에 "포퍼의 과학적 신뢰를 염려하는 기본적인 도전은 프로이트 학파를 난처하게 만들었다. 게다가, 프로이트 학파는 그들이 실험한 실험 환경을 특정짓기를 거부했다."고 말하기도 하였다.
인지과학자들 또한 비판에 가세했다. 미국의 심리학자이자 긍정심리학의 대가인 마틴 셀리그먼은 그의 저서에 "30년 전에 일어난 심리학의 인지 혁명은 프로이트 학파와 행동주의 심리학자들을, 적어도 학문적인 분야에서는, 동시에 타도했다. ... 생각은 그저 감정이나 행동의 결과가 아니다. ... 감정은 항상 인지에서 생겨나며, 인지 외의 다른 것에서 발생하지 않는다."고 서술하였다. 언어학자인 노엄 촘스키는 정신분석가들을 과학적 증거 부족으로 비판하였다. 스티븐 핑커는 프로이트 학파의 이론을 심리를 이해하는 데 있어 비과학적이라 여겼다. 진화생물학자인 스티븐 제이 굴드는 정신분석이 자연발생설과 같은 의사과학의 주장에 영향을 받은 이론으로 간주하였다. 심리학자 한스 아이젱크와 존 킬스트롬 또한 정신분석을 의사과학이라 비판하였다.
아돌프 그륀바움은 그의 저서에서 정신분석에 기반을 둔 이론이 허위임을 입증할 수 있으며 정신분석의 우발적인 주장들은 재현 가능한 임상적 증거를 가지고 있지 않다고 주장하였다.
리처드 파인만은 정신분석가들을 "주술사"로 표현했다.
그들이 아주 작은 기간 동안 정립한 이 모든 복잡한 생각을 보아라. 만약 당신이 다른 과학이 한 생각에서 다른 아이디어를 고안하는 데 얼마나 많은 시간이 걸리는지를 이와 비교해 본다면, 그들이 고안한 이드와 자아 등등을 생각하면, 당신 또한 그들이 전혀 이 모든 것에 도달할 수 없다고 생각할 것이다. 이는 너무 방대하여 한 사람이나 몇 사람이 그 짧은 기간에 고안해낼 수 없다.
미국의 정신과의사인 E. 풀러 토리는 정신분석의 이론이 과학적인 근거 면에서 전통 치료사들보다 나을 것이 없다는 데 동의하였다. 스위스의 심리학자인 앨리스 밀러는 오이디푸스 콤플렉스를 포함한 프로이트의 충동론을 면밀히 조사하고는 타당성을 거부하였다. 오이디푸스 콤플렉스는 그녀와 제프리 마송에 따르면 아이를 성인의 폭력적인 성적 태도의 관점에서 비난하는 것이다. 심리학자 조엘 쿠퍼스미드는 오이디푸스 콤플렉스의 타당성을 그 본질과 기원적인 면에서 조사하고는 오이디푸스 콤플렉스의 실존을 증명할 단서가 거의 없다고 결론지었다.
미셸 푸코와 질 들뢰즈는 정신분석학회가 권력의 중심이 되었으며 그들이 사용하는 고백 기법이 기독교적 전통을 반영한다고 주장하였다. 자크 라캉은 몇몇 미국과 영국의 정신분석적 전통의 중점, 즉 환자가 본 것을 그가 겪는 증상의 원인으로 보는 전통적 방식을 지적하며 프로이트를 비판하였다. 들뢰즈와 함께, 펠리즈 가타리는 오이디푸스 콤플렉스의 구조를 비판하였다. 뤼스 이리가레는 자크 데리다의 인간중심주의 개념을 통해 여성의 배제를 설명하며 프로이트 학파와 라캉 학파의 정신분석 이론들을 비판하였다. 들뢰즈와 가타리는 정신분석가인 제라르 멘델, 벨라 그륀베르거 등의 에시를 들며 전통적인 면에서, 정신분석은 열심히 경찰국가를 옹호하고 있음을 시사했다.
정신분석은 꾸준히 정신과 의사들을 비롯한 많은 정신 건강 전문가들에 의해 시행되고 있지만 이전보다는 확연히 줄어든 경향을 보인다. 정신분석가이자 아동정신과 의사인 브래들리 피터슨은 "나는 대부분의 사람들이 치료의 방면에서 정신분석은 막바지에 도달했음에 동의할 것이라 생각한다."고 말했다. 정신분석의 이론상의 토대는 과학 실증주의보다 해석학적 현상학으로 이어지는 철학적 흐름에 위치하고 있으며, 이 때문에 정신분석은 심리학의 실증주의적 접근과 양립할 수 없다.
2004년 프랑스의 한 보고서에 따르면 정신분석적 요법은 인지행동치료를 비롯한 다른 정신요법에 비해 덜 효과적이다. 보고서는 수많은 다른 연구를 메타분석법을 사용하여 여러 질병에 그 요법의 효과가 입증되었거나 추정되었는지를 살폈다. 수많은 연구들은 그 효능이 정신분석학적 테크닉이나 훈련보다 치료사의 자질에 좌우됨을 드러내었다.
정신분석은 심리학에서 비판을 받아온 한편 문학 비평과 교육학 등으로 그 영향이 널리 파급되어 오늘에 이르고 있다.

## 같이 보기
- 지그문트 프로이트
- 알프레트 아들러
- 칼 융
- 무의식